# Václav Husa (vědec)
Václav Husa (8. září 1922 Chrást – 14. prosince 1993 Český Brod) byl český vědec, vynálezce a vedoucí katedry fyziky Vysoké školy chemicko-technologické v Pardubicích (1975–1988). V Praze dne 19. října 1982 mu byl ministrem ČSSR pro technický a investiční rozvoj udělen čestný titul zasloužilý vynálezce s právem nosit zlatý odznak. Skupině výzkumných a vývojových pracovníků Výzkumného ústavu silnoproudé techniky v Běchovicích vedené Václavem Husou byla dne 30. dubna 1968 předsedou vlády udělena Státní cena Klementa Gottwalda s čestným titulem Laureát státní ceny Klementa Gottwalda, za výzkum, vývoj a zavedení nové technologie vícevrstvých polovodičových prvků.